# St. Albertus Magnus (Ottobrunn)

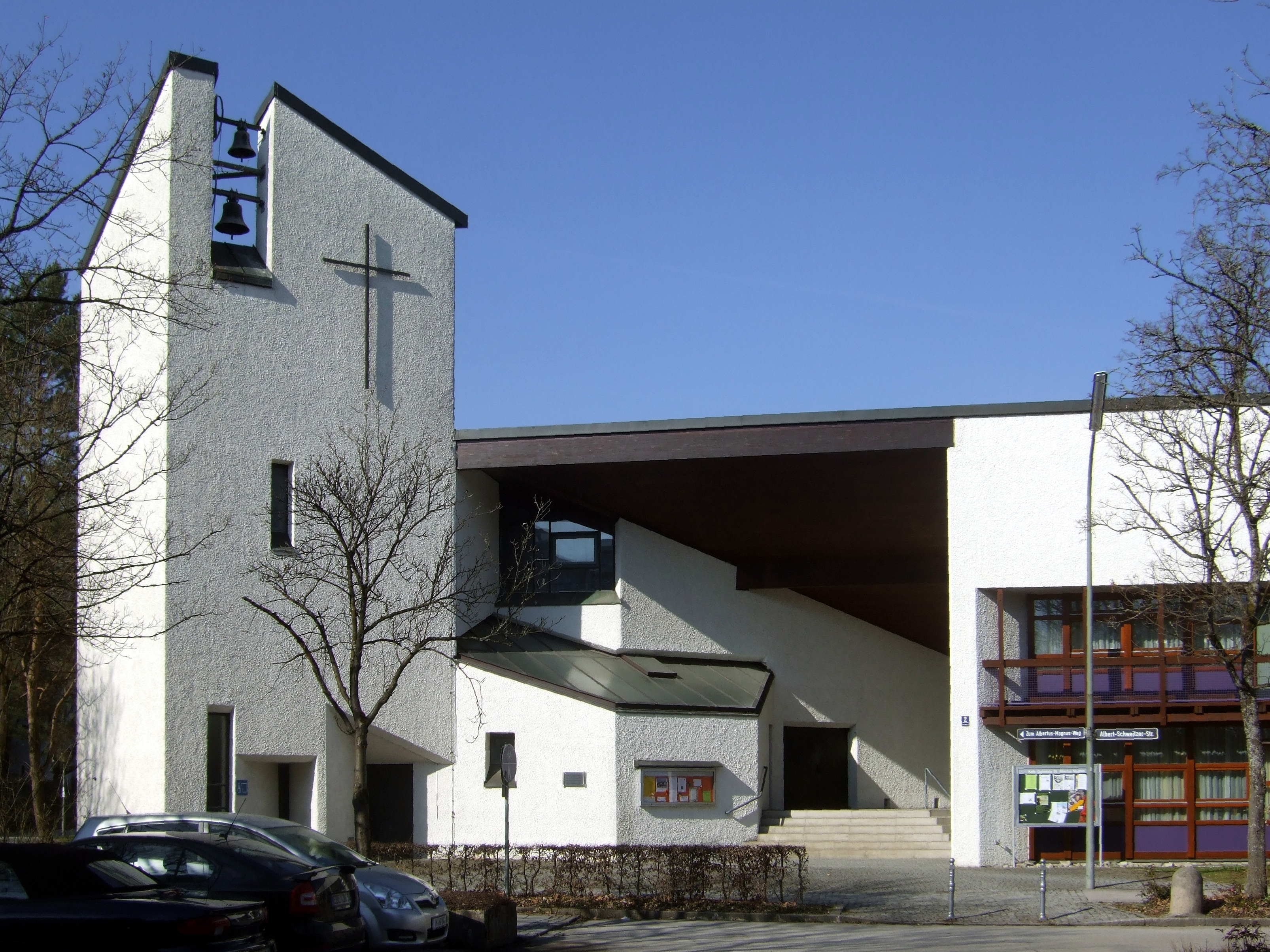
St. Albertus Magnus

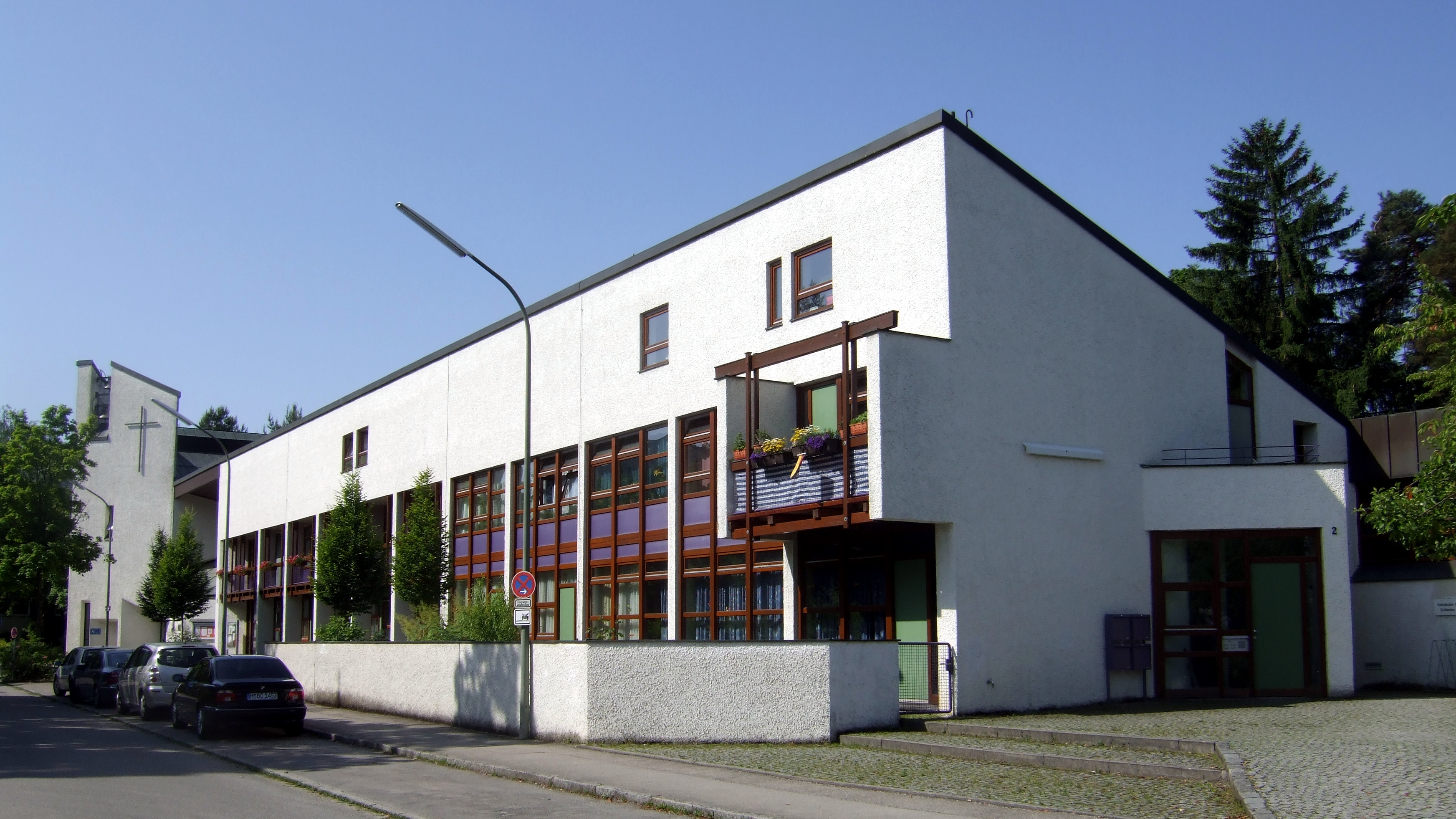
Pfarrzentrum und im Hintergrund der Glockengiebel

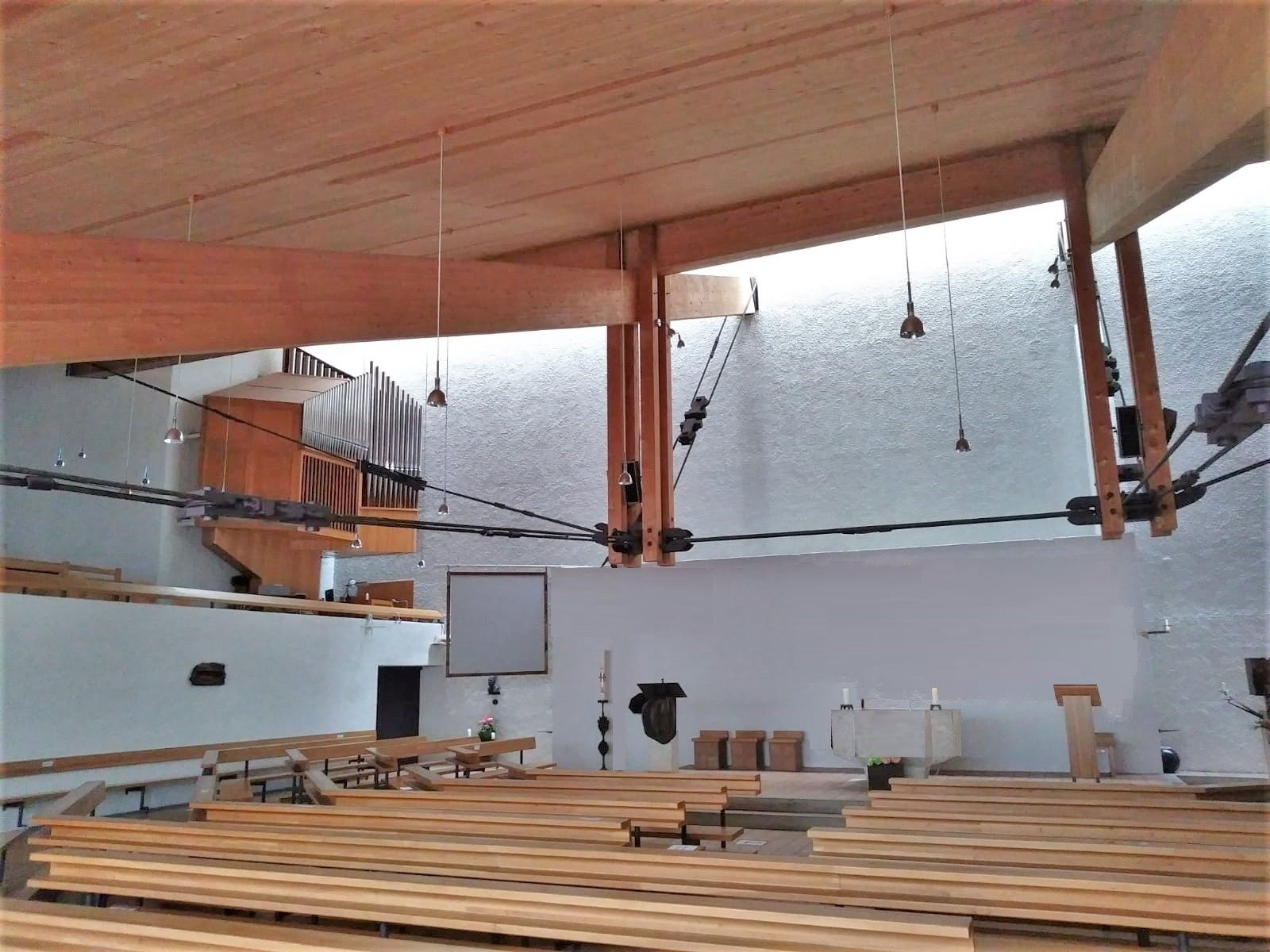
Innenraum der Kirche

Die Kirche St. Albertus Magnus eine römisch-katholische Pfarrkirche des Erzbistums München-Freising in Ottobrunn. Sie wurde von Hubert Caspari geplant und 1977 erbaut.
Sie befindet sich im Südwesten der Gemeinde in der Wohnlage „An der Ottosäule“ und trägt das Patrozinium des Heiligen Albertus Magnus.

## Geschichte
Mit der Erschließung des Wohngebietes „An der Ottosäule“ im Südwesten der Gemeinde Ottobrunn sowie dem massiven Bevölkerungsanstieg zu Beginn der 1970er Jahre wurde die Einrichtung einer dritten Pfarrkirche in der Gemeinde notwendig. Aus diesem Grund wurde die Seelsorgestelle „Ottobrunn III – Ottosäule“ im Jahr 1971 im Auftrag des von Julius Kardinal Döpfner gegründet und erste Gottesdienste in einer provisorischen Holzbaracke abgehalten. Die Grundsteinlegung zum neuen Pfarrzentrum fand am 20. März 1974 statt und bereits am 31. Juli desselben Jahres wurde ein erster Gottesdienst im Rohbau der Kirche gefeiert. Die Einweihung durch Joseph Kardinal Ratzinger, dem späteren Papst Benedikt XVI. erfolgte am 2. Oktober 1977. Als Patrozinium wählte man den Heiligen Albertus Magnus.

## Baubeschreibung
Das schlichte Gebäude vereint einen großen Kirchenraum sowie das Pfarrzentrum unter einem Dach. Von außen ist der grob verputzte Bau nur durch eine zu einem Glockengiebel erhöhte Wand als Sakralgebäude zu erkennen. Unmittelbar neben dem Glockengiebel befindet sich der zurückversetzte Haupteingang der Kirche.
Der Kirchenraum selbst ist im Sinne des Zweiten Vatikanischen Konzils als ein breiter offener Raum konzipiert, dessen schräge Holzdecke zur breiten Altarwand hin stark ansteigt. Dicke Eichenholzbalken tragen die von Oberlichtern durchbrochene Decke und sind untereinander mit Stahlstangen abgespannt. Linkerhand befindet sich eine großzügige Orgel- und Musikempore. Das Pfarrzentrum schließt sich nordöstlich im rechten Winkel an das Kirchengebäude an.

## Orgel

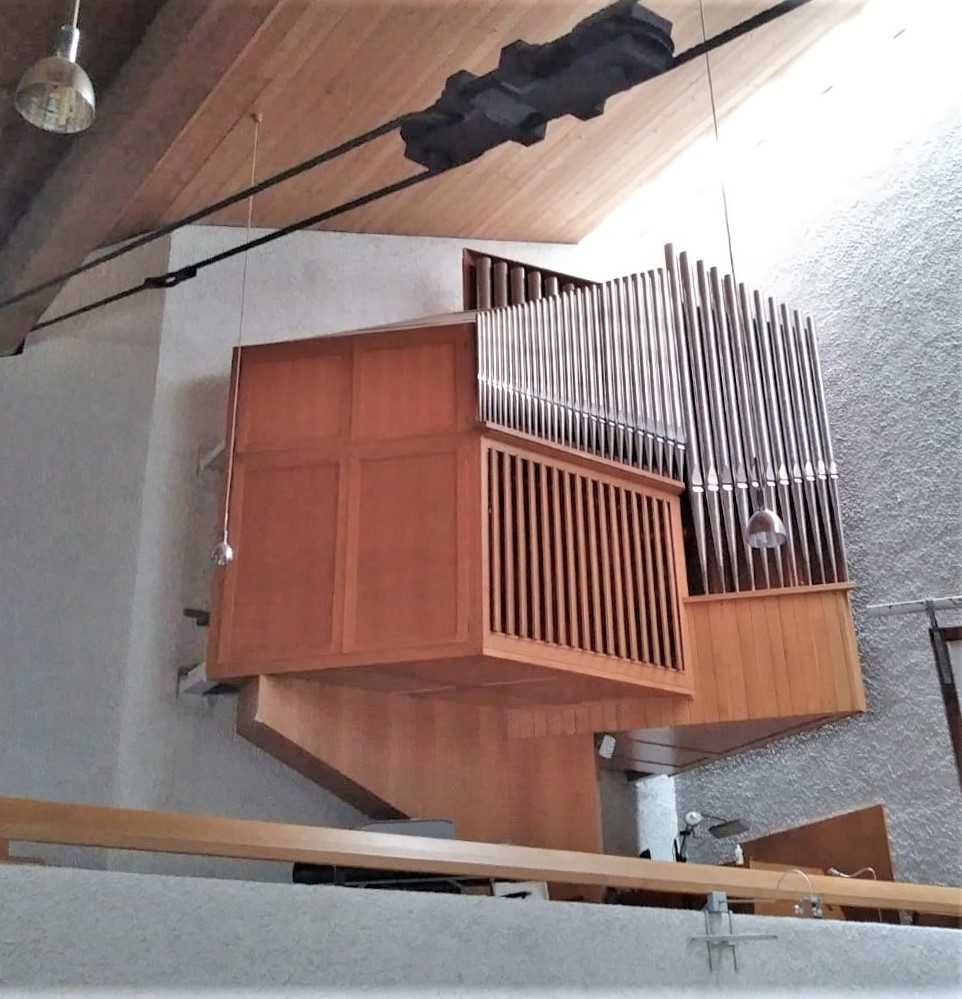
Strohmer-Orgel

Die Orgel der Pfarrkirche befindet sich in einer Ecke der Empore und wurde von Rudolf Strohmer im Jahr 1980 erbaut. Das Instrument besitzt vollmechanische Schleifladen sowie 17 Register auf zwei Manualen und Pedal. Der freistehende Spieltisch befindet sich in einer für die Orgel ungewöhnlichen Position um 90° gedreht in der hintersten Ecke der Empore. Diese Aufstellung konnte nur durch eine sogenannte Seilzugtraktur mechanisch gelöst werden, bei der keine Holzabstrakten, sondern dünne Drahtseile zur Kraftübertragung verwendet werden. Die Disposition ist wie folgt:
| I Hauptwerk C–g3 |           |       |
| 1.               | Prinzipal | 8′    |
| 2.               | Gedackt   | 8′    |
| 3.               | Oktav     | 4′    |
| 4.               | Gemshorn  | 4′    |
| 5.               | Waldflöte | 2′    |
| 6.               | Mixtur IV | 1 ⁄3′ |
| 7.               | Trompete  | 8′    |

| II Schwellpositiv C–g3 |                |       |
| 8.                     | Rohrflöte      | 8′    |
| 9.                     | Salizet        | 8′    |
| 10.                    | Prinzipal      | 4′    |
| 11.                    | Koppelflöte    | 4′    |
| 12.                    | Sesquialter II | 2 ⁄3′ |
| 13.                    | Krummhorn      | 8′    |
|                        | Tremulant      |       |

| Pedal C–f1 |           |     |
| 14.        | Subbaß    | 16′ |
| 15.        | Oktav     | 8′  |
| 16.        | Choralbaß | 4′  |
| 17.        | Fagott    | 16′ |

- Koppeln: II/I, I/P, II/P

## Glocken
Im Glockengiebel der Kirche befinden sich zwei Glocken.